# Gérard Hausser
Gérard Hausser (* 28. Oktober 1941 in Straßburg) ist ein ehemaliger französischer Fußballspieler. Der linke Flügelstürmer hat in der Ligue 1 von 1959 bis 1974 bei den Vereinen Racing Straßburg und FC Metz insgesamt 336 Ligaspiele absolviert und dabei 88 Tore erzielt. Mit Straßburg gewann er 1966 den Pokal. Der 14-fache Nationalspieler (2 Tore) war Teilnehmer der Fußballweltmeisterschaft 1966 in England. Beim Karlsruher SC ist er in der Saison 1967/68 in der Fußball-Bundesliga in 28 Ligaspielen (1 Tor) aufgelaufen.

## Karriere

### Vereine
Gérard Hausser spielte von 1959 bis 1967 bei Racing Straßburg, aus dessen Jugendmannschaft er auch hervorgegangen war. Nach dem 5. Rang 1964/65, Hausser hatte in 33 Ligaspielen 12 Tore erzielt, gewann er 1966 mit Mannschaftskameraden wie Johnny Schuth (Torhüter), René Hauss, Raymond Kaelbel, Gilbert Gress und Roland Merschel unter Trainer Paul Frantz den französischen Pokal 1966 durch einen 1:0-Erfolg gegen den Meister FC Nantes. In der Liga hatte er 1965/66 seine Trefferquote auf 14 Tore gesteigert. In der Saison 1966/67 nahm er mit Strasburg am Europapokal der Pokalsieger teil und erzielte bei den Spielen gegen Steaua Bukarest (1:0, 1:1) und Slavia Prag (1:0, 0:2) jeweils einen Treffer.
Ab der Saison 1967/68 spielte er ein Jahr für den Bundesligisten Karlsruher SC. Bei den Karlsruhern war sein alter Trainer Paul Frantz beschäftigt. Neben Hausser verpflichtete der KSC noch Jürgen Rynio (Torhüter), Klaus Slatina, Lutz Streitenbürger und holte Günter Herrmann vom FC Schalke 04 zurück in das Wildparkstadion. Zusätzlich bekamen die vormaligen KSC-Amateure David Scheu, Heinz Schrodt und Werner Hösl Lizenzspielerverträge. Die Saison war nicht von Erfolg gekrönt, bereits im Oktober wurde Frantz des Amtes enthoben und durch Georg Gawliczek ersetzt. Am Rundenende war mit Exnationalspieler Bernhard Termath der dritte Trainer beim KSC am Werk. Hausser debütierte am Rundenstart, am 19. August 1967, bei einer 0:2-Auswärtsniederlage beim späteren Überraschungsmeister 1. FC Nürnberg in der Bundesliga. Den ersten Sieg in der Bundesliga erlebte er am 9. September 1967 bei einem 3:1-Heimerfolg gegen Hannover 96. Vor 30.000 Zuschauern bildete er zusammen mit Mittelstürmer Christian Müller vor einem Vierermittelfeld mit Slatina, Willi Dürrschnabel, Klaus Zaczyk und Herrmann die Angriffsspitze der Hausherren. Mit enttäuschenden 9:25 Punkten wurde die Hinrunde am 9. Dezember 1967 auf dem 17. Rang beendet. Mit dem letzten Rundenspieltag, den 25. Mai 1968, bei einem 1:1 auf dem Betzenberg gegen den 1. FC Kaiserslautern beendete Hausser sein einjähriges Gastspiel in Karlsruhe. Karlsruhe stieg ab und Hausser ging zurück nach Frankreich zum FC Metz.
In seiner ersten Runde in Metz, 1968/69, belegte er mit seinem neuen Verein den 3. Rang und hatte in 31 Ligaspielen zehn Tore erzielt. Hausser trat deshalb mit Metz 1969/70 im Messestädte-Pokal an, schied aber nach zwei Spielen gegen den SSC Neapel (1:1, 1:2) aus. Bei Metz spielte er drei Jahre, bevor es ihn zurück zu Racing Straßburg zog. Es folgten drei weitere Jahre, bevor seine letzte Station bei der AS Pierrots Vauban Straßburg folgte. Dort beendete er 1982 seine Karriere. Bereits seit 1981 war er bis 1983 als Manager beim AS Pierrots Vauban Straßburg tätig.
Er arbeitete später als Reporter für die Zeitschrift „Le Coq Sportif“.

### Nationalmannschaft
Hausser hat vierzehn Spiele für die Nationalmannschaft Frankreichs bestritten. Der Flügelstürmer von Racing Straßburg debütierte am 24. März 1966 bei einer 1:2-Niederlage in Paris gegen Österreich in der Équipe Tricolore. Der Debütant erzielte an der Seite von Mitspielern wie Pierre Bernard (Torhüter), Jean Djorkaeff, Bernard Bosquier, Joseph Bonnel und Jacky Simon den Ehrentreffer. Im Vorfeld der Weltmeisterschaft 1966 in England kam er in den Qualifikationsspielen gegen Norwegen, Jugoslawien und Luxemburg zum Einsatz. Er nahm an der Weltmeisterschaft 1966 in England teil. Hausser kam in allen drei Gruppenspielen gegen Mexiko (1:1), Uruguay (1:2) und Veranstalter England (0:2) zum Einsatz und erzielte das Tor zum 1:1 gegen Mexiko, konnte aber das Aus in der Gruppenphase nicht vermeiden. Beim WM-Turnier in England war er an der Seite von Mitspielern wie Torhüter Marcel Aubour, Bernard Bosquier, Robert Budzynski, Jean Djorkaeff, Marcel Artelesa, Joseph Bonnel, Yves Herbet, Robert Herbin, Philippe Gondet, Nestor Combin, Héctor De Bourgoing und Jacques Simon aufgelaufen. Mit der 1:2-Niederlage am 11. November 1966 in Brüssel beim EM-Qualifikationsspiel gegen Belgien (1:2) beendete er seine Karriere in der Auswahl von Les Bleus.